# Deutschfeldfriedhof

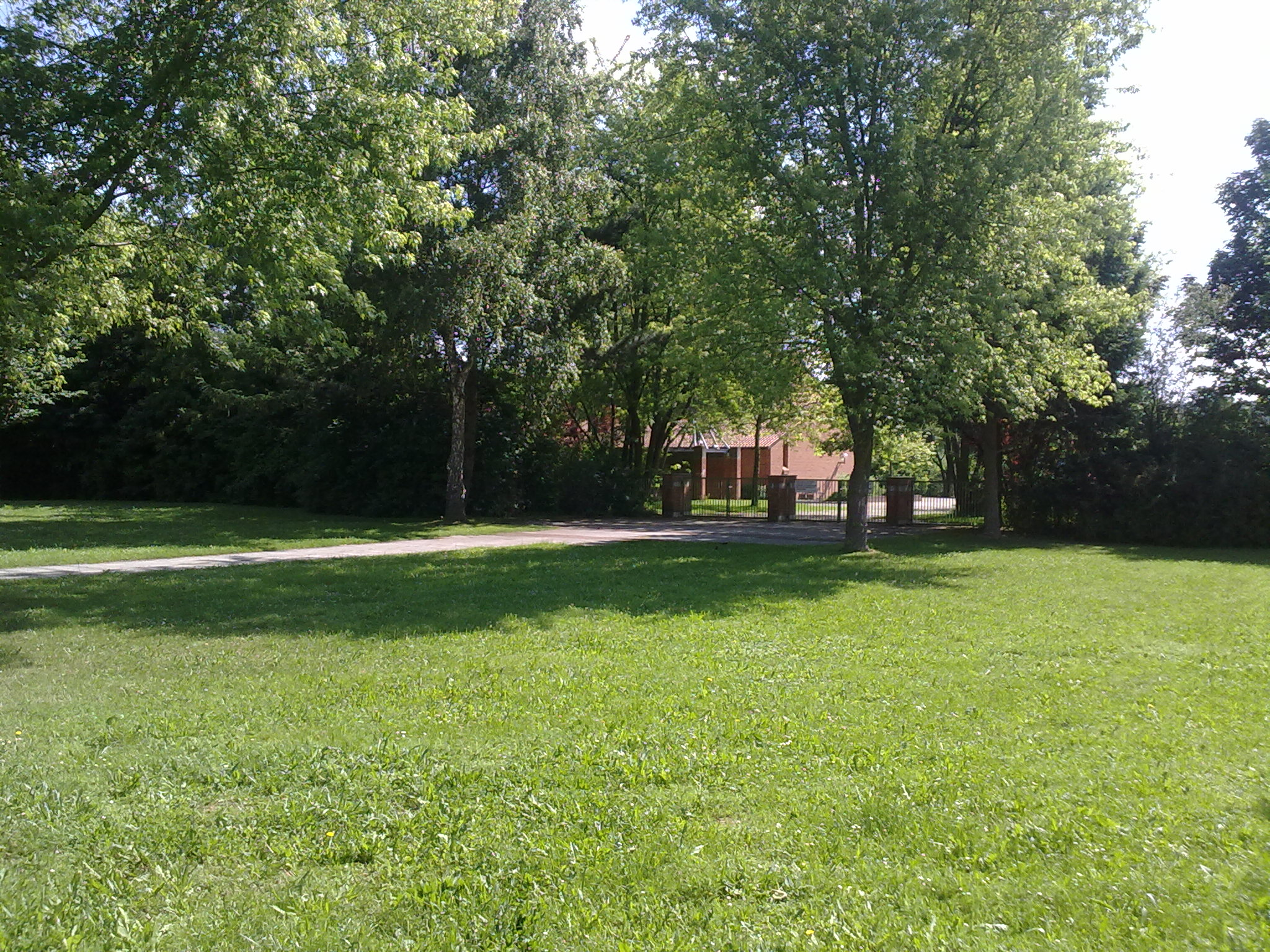
Eingang des Deutschfeldfriedhofs

Der Deutschfeldfriedhof in Schweinfurt ist einer von derzeit drei genutzten Friedhöfen der Stadt. Er wurde 1976 eröffnet und inzwischen zu einem zeitgemäßen Friedhof weiterentwickelt, der alle neueren Bestattungsformen ermöglicht. Seit 2003 besitzt er auch ein Gräberfeld für Muslime.
Er wurde als Parkfriedhof angelegt und dient in seiner bevorzugten Lage, oberhalb des Höllentals, mit Blick auf die Wälder der Schweinfurter Rhön, auch als Erholungsraum.

## Lage
Der Deutschfeldfriedhof liegt im Südosten des Stadtteils Deutschhof. Der Friedhof ist im Westen vom Wohngebiet Zeilbaum, im Norden vom Seinäjoki-Park und im Südwesten vom Höllental umgeben.

## Geschichte
Der Deutschfeldfriedhof wurde 1973 als Friedhof mit Parkcharakter konzipiert. Zeitgleich mit dem für 12.000 bis 15.000 Einwohner geplanten neuen Stadtteil Deutschhof errichtete das Garten- und Friedhofsamt in Eigenregie bis 1976 den als dringend benötigt eingestuften  Friedhof. Der Deutschhof erreichte jedoch durch Umplanungen an geänderte Wohnbedürfnisse im Endausbau nur 8.000 Einwohner, heute sind es nur noch 6.000. Zudem gingen nicht, wie anfänglich vermutet, die Plätze im Hauptfriedhof aus, da Feuerbestattungen sehr stark zunahmen, zudem neue Bestattungsformen aufkamen, wie Baumbestattungen. Dadurch wurde der Deutschfeldfriedhof nur zu etwa einem Drittel belegt.
2005 verkleinerte die Stadt deshalb den Friedhof von 9,5 auf 5,4 Hektar. Der östliche Teil des Friedhofs wurde der Natur überlassen. Als nicht umgesetzte Alternativen boten sich damals die Ausweisung als Bauland oder die Erweiterung des benachbarten Seinäjoki-Parks an. Da der Stadt jedoch die Flächen für die zunehmenden Baumbestattungen ausgingen, wurde die Ökofläche Bestattungswald mit Schwerpunkt Baumgräber, als „Park der Stille“, da sich Lage und Gestaltung des Deutschfeldfriedhofs gut für extensive Bestattungsformen im Rahmen eines landschaftlichen Friedhofes eigneten. Bis 2017 wurden bereits 1800 Baumbestattungen durchgeführt.

## Neue  Bestattungsformen
Der östliche Erweiterungsteil ermöglicht alle neueren Bestattungsformen und besitzt drei Bereiche: Paradieswiese, Baumhain und Waldfriedhof. In der Paradieswiese wurden Obstbäume gepflanzt. An einer Natursteinmauer erinnern hier Tafeln an die Verstorbenen. Der Baumhain besteht aus Laubbäumen und im Süden verdichten sich die Bäume zu einem Waldfriedhof, wo auch Urnengräber möglich sind.